# 富林镇 (云浮市)
富林镇，是中华人民共和国广东省云浮市云安区下辖的一个乡镇级行政单位。

## 行政区划
富林镇下辖以下地区：
富林社区、高一村、民主村、高二村、东路村、山草村、界石村、寨塘村、马塘村、河邦村、庙山村、元眼围村、南甫村、云利村、云舍村和南洋村。